# Don Sickler
Don Sickler (* 6. Januar 1944 in Spokane) ist ein amerikanischer Jazztrompeter, Arrangeur, Musikverleger und -produzent.

## Leben und Wirken
Sickler lernte ab dem vierten Lebensjahr bei seiner Mutter, einer Kinomusikerin, Klavier. Mit zehn Jahren begann er mit der Trompete und spielte mit zwölf Jahren in einer Dixie-Band, die bald recht erfolgreich wurde. Er studierte Trompete bei Donald Byrd und Arrangement bei Russ Garcia, um dann seinen Bachelor an der Gonzaga University in seiner Geburtsstadt zu absolvieren. 1967 zog er nach New York City, wo er sich an der Manhattan School of Music weiterbildete und in den Broadway-Theatern musizierte. In den siebziger Jahren arbeitete er in Musikverlagen, etwa bei E. B. Marks als verantwortlicher Herausgeber, bevor er eigene Jazzverlage gründete. In den späten 1970er Jahren spielte er daneben mit Philly Joe Jones, um in den 1980er Jahren die Tribut-Band Dameronia zu gründen, die der Musik von Tadd Dameron verpflichtet war. 1986 und 1987 leitete er das Thelonious Monk Reunion Orchestra. Im selben Jahr gastierte er mit einem eigenen Quartett in Paris, um dann Superblue zu gründen. In einer weiteren Tribut-Band, Birdology, arbeitete er mit Jackie McLean und Johnny Griffin. Als Musiker nahm er auch mit Clifford Jordan, Cedar Walton und Jimmy Gourley auf.
Als Produzent war er für Freddie Hubbard, Woody Shaw, Larry Coryell, Wallace Roney, Donald Brown und vor allem für Joe Henderson tätig;  vier der Alben mit Henderson wurden mit einem Grammy ausgezeichnet. Mehr als 300 seiner Arrangements wurden aufgenommen, von Musikern wie Art Blakey, Joe Henderson, Freddie Hubbard oder Woody Shaw.

## Diskographische Hinweise
- Reflections (HighNote)
- Night Watch (Uptown Records, 1995)
- Superblue (Blue Note Records)[2]
- Superblue II (Blue Note)
- The Music of Kenny Dorham (Uptown, 1989)

## Lexigraphische Einträge
- Leonard Feather, Ira Gitler: The Biographical Encyclopedia of Jazz. Oxford University Press, New York 1999, ISBN 0-19-532000-X.